# .sd
.sd is het achtervoegsel van domeinen van websites uit Soedan.